# György Garics
György Garics (în croată Jurica Garić; n. 8 martie 1984, Szombathely, Republica Populară Ungară) este un fotbalist profesionist austriac născut în Ungaria care joacă pe postul de fundaș pentru Imolese din Serie D.

## Carieră
Deși s-a născut în Szombathely, Ungaria, și este de origine croată, Garics s-a mutat la Viena la vârsta de 14 ani și și-a început cariera de fotbal în Austria la Rapid Viena în 2002; în primul său sezon ca adolescent el a jucat în două meciuri.
Până în sezonul 2004-2005, tânărul fundaș lateral a primit mai multe șanse în prima echipa, cu Rapid Vienna câștigand Bundesliga Austriei, devenind în acest timp și căpitanul echipei nationale sub 21 a Austriei.
După ce a jucat în 81 de meciuri pentru Rapid Viena și a marcat un gol, el a fost cumpărat de echipa italiană Napoli pentru 500.000 €, debutând împotriva lui Triestina la 23 septembrie 2006. La puțin timp după transfer, a fost convocat pe 6 octombrie 2006 la echipa națională a Austriei împotriva Liechtensteinului și a marcat la debutul său internațional.
De asemenea, a fost chemat la lotul pentru Euro 2008 și a jucat în al treilea meci al Austriei cu Germania în Viena.
Cazul lui Garics a împărțit publicului maghiar în două tabere, fiind unul din cazurile în care un jucător alege o altă națională decât cea a Ungariei, cu federația maghiară fiind învinuită pentru acest lucru.
Garics a semnat cu Atalanta din Napoli, aceasta cumpărând o parte din drepturile federative la începutul lunii iulie 2008, pentru 1,5 milioane de euro. Atalanta a cumpărat și drepturile federative rămase pentru 1 milion de euro la 26 iunie 2009.
După ce Atalanta a retrogradat din Serie A, Garics a fost vândut la Bologna, pe 9 august 2010, pentru 3 milioane de €. Garics a fost accidentat în 2011, și a ratat majoritatea partidelor din primăvară  la Bologna.
La 14 august 2015, Garics a semnat cu clubul de Bundesliga SV Darmstadt 98 un contract pe doi ani. A părăsit clubul la 30 august 2016.